# 大月れみ
大月 れみ（おおつき れみ、1988年11月21日 ）は、富山県生まれの競技麻雀のプロ雀士。日本プロ麻雀連盟所属。団体内の段位は三段。

## 経歴・人物
- キャッチコピーは「れみぱん　あんぱん　顔ぱんぱん」
- 近代麻雀によるアンケート投票で９位に入り【麻雀最強戦2024出場枠争奪戦】出場。

## 略歴
・麻雀最強戦2018最強戦ガールズ東日本担当
・龍龍チャンネル公式アンバサダー
・DVD『バビィの麻雀キャンプ』
・連盟ch『ヒカル！クレイジーパジャマSOS』アシスタント
・連盟ch『実況トトロンスタジアム』実況
・連盟ch『インターネット麻雀選手権決勝』実況
・連盟ch『FocusM』実況